# Tasmanura evansi
 (novembre 2019).
Genre
Espèce
Tasmanura evansi, unique représentant du genre Tasmanura, est une espèce de collemboles de la famille des Neanuridae.

## Distribution
Cette espèce est endémique de Tasmanie en Australie.

## Description
L'holotype mesure 1,5 mm.

## Étymologie
Cette espèce est nommée en l'honneur de John William Evans.

## Publication originale
- Womersley, 1937 : New species and records of Australian Collembola. Transactions of the Royal Society of South Australia, vol. 61, p. 154-157.